# 10236 Aayushkaran
10236 Aayushkaran este o planetă minoră (asteroid), cu un diametru de 5,385 km, din centura de asteroizi. A fost descoperită pe 28 august 1998 la Experimental Test Site⁠(d) de Lincoln Near-Earth Asteroid Research. 
Obiectul prezintă o orbită caracterizată de o semiaxă mare de 2,2868384 UAi, o excentricitate de 0,14, o înclinație de 3,93848 ° în raport cu ecliptica.